# Milford Hall
Milford Hall est une maison de campagne anglaise privée du XVIIIe siècle située à Milford, près de Stafford. C'est le siège familial de la famille Levett Haszard et c'est un bâtiment classé Grade II.

## Association avec la famille Levett
Le domaine passe à la famille Levett en 1749 lorsque le révérend Richard Levett, fils du recteur de Blithfield, Staffordshire, épouse Lucy Byrd, héritière de Milford et descendante de la famille Byrd de Cheshire. La famille Levett est venue du Sussex, et les Levett du Staffordshire conservent la propriété des papiers de la relation familiale William Levett, qui est palefrenier de la chambre du roi Charles Ier, accompagnant le roi à son emprisonnement au château de Carisbrooke sur l'île de Wightet finalement à son exécution.
Milford Hall contient un ancien arbre généalogique enluminé avec des armes héraldiques de la famille retracées depuis ses racines dans le Sussex et la Normandie au XIe siècle. Toujours à Milford Hall se trouve une réplique d'un ancien sceau en bronze trouvé au XIXe siècle près d'Eastbourne (maintenant dans la collection du musée du Château de Lewes) portant les armoiries de John Livet
Cette famille de Sussex compte parmi ses membres Sir Richard Levett (en), un puissant marchand et lord-maire de Londres et propriétaire du palais de Kew, qui est le fils du révérend Richard Levett (frère de William, courtisan du roi Charles) d'Ashwell, Rutland, et du Dr William Levett, directeur de Magdalen Hall, Oxford, et doyen de Bristol. La famille est d'origine anglo-normande et tire son nom du village de Livet (aujourd'hui Jonquerets-de-Livet) en Normandie. La famille Levett représente le Staffordshire au Parlement aux XVIIIe et XIXe siècles.
Au XIXe siècle, Frances M. Levett, écrit plusieurs livres, dont Gentle Influence: or the Cousin's Visit , qui sont publiés à Londres sous ses premières initiales.

## Architecture

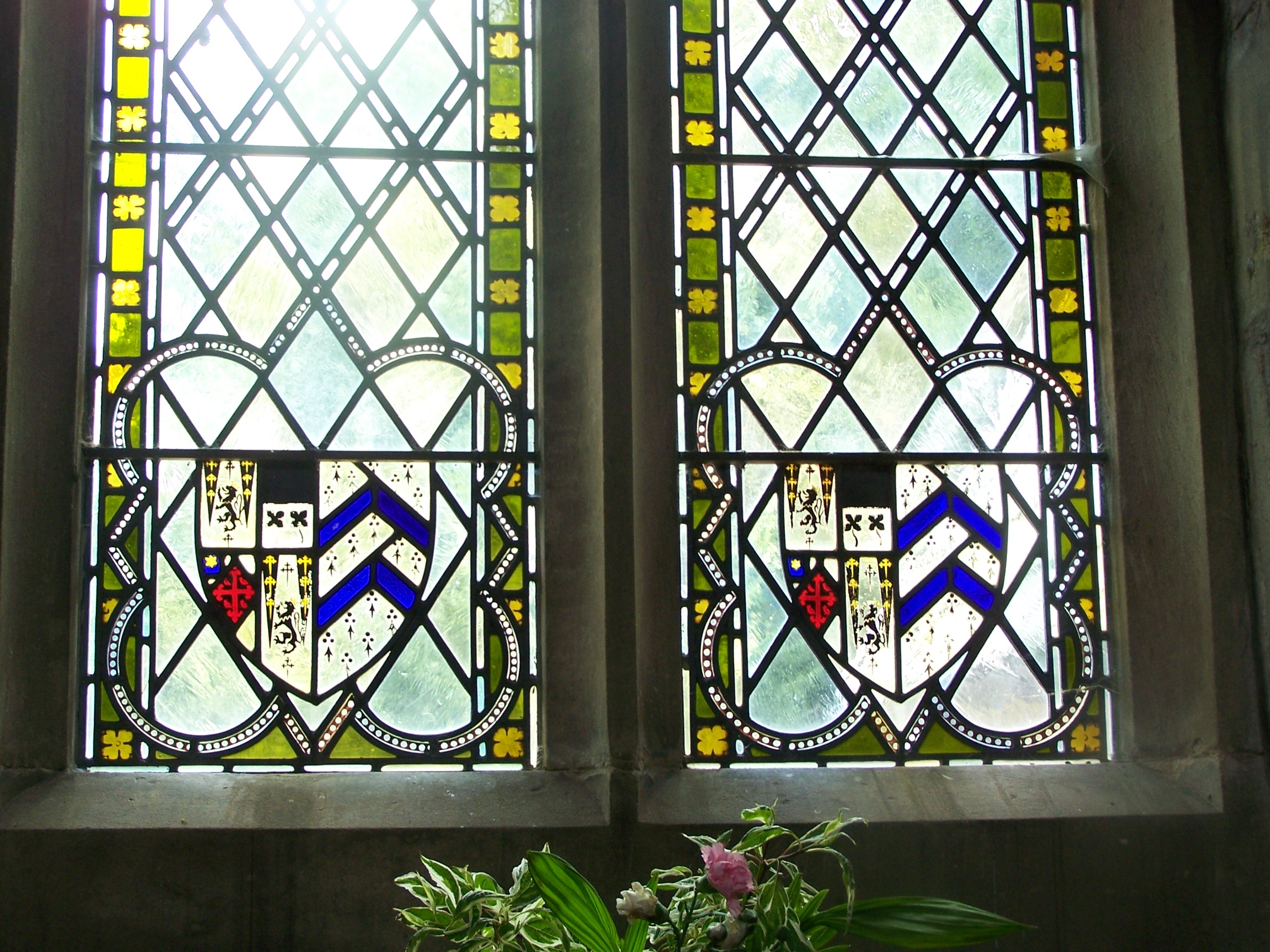
Armoiries de Levett empalant Bagot, église St Leonard, Blithfield

Levett remplace la maison existante par un nouveau manoir de style géorgien. Le bloc principal de façade est a trois étages et quatre baies flanquées de deux ailes à deux étages à deux baies et avec une orangerie à cinq baies attachée au sud. Le portail central porte un fronton et des pilastres ioniques.
La maison est considérablement agrandie et modifiée en 1817 par son fils, également Richard Levett, lorsque les pilastres et le fronton sont enlevés et que l'entrée principale est déplacée vers la façade ouest.

## Églises associées

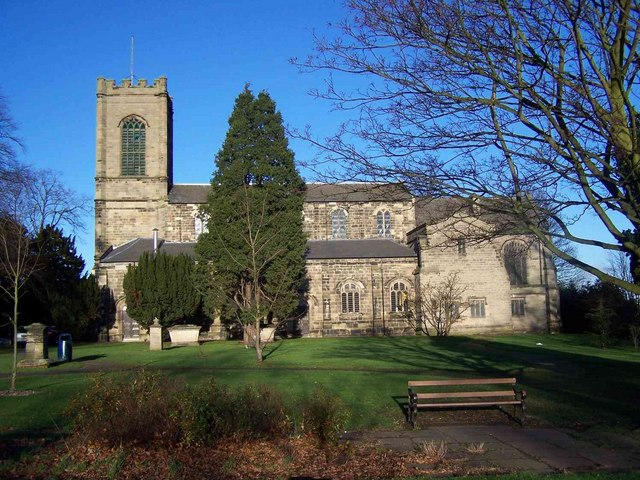
Église Saint-Augustin, Rugeley

Les Levetts de Milford Hall fréquentent depuis longtemps l'église voisine de St. Thomas, Walton-on-the-Hill, construite en 1842 comme chapelle à l'église paroissiale de Berkswich. Il y a plusieurs monuments dans l'église à la famille,. Par exemple, après la Première Guerre mondiale, les parents du lieutenant Levett érigent une effigie en marbre en son honneur à St Thomas,.
Il y a aussi des monuments commémoratifs à la famille dans l'église St. Augustine à Rugeley à proximité, et à l'église de l'église Holy Trinity à Berkswich, Staffordshire, où les familles Levett et Chetwynd avaient des bancs privés.

## Actuellement
La famille Levett Haszard conserve la propriété de Milford Hall qui est privé et ne sont pas ouverts au public. Col. Gerald Fenwick Haszard est haut shérif du Staffordshire en 1952, et Richard Byrd Levett Haszard l'a également été en 2009.